# Vicarius
Vicarius heette de slaaf van een andere slaaf van hogere rang, meermaals vermeld bij Horatius en Cicero. Wanneer toch aan een slaaf door zijn meester het genot van enig vermogen was toegestaan, bijvoorbeeld een deel van zijn verdiensten (zie peculium), hetgeen meermaals het geval was met slaven, die een ambacht beoefenden en op zichzelf woonden, dan kon zulk een slaaf op zijn beurt ook soms weer een slaaf kopen en in zijn dienst gebruiken.
Sinds Diocletianus betekende vicarius, gouverneur van een dioecese. Het gehele Romeinse Rijk was namelijk verdeeld in 4 prefecturen, ieder prefectuur in dioecesen, ieder dioecese in provinciën, waarvan de stadhouder Rector (praeses) heette.